# Buka
Buka je vrlo glasan, čovjeku neugodan, čak i bolan zvuk ili šum. Osnovne značajke buke sadržane su u njezinoj jačini (intenzitetu), ali i u njezinoj kakvoći (dodatni šumovi), visini, trajanju, isprekidanosti ili kontinuiranosti. Stupanj smetanja ovisi o psihološkim čimbenicima (o vrsti zvučnih informacija, očekivanju ili nenadanosti i drugom). Mladeži na primjer ne smeta buka u disko-klubovima; stanaru često ne smeta buka iz susjednog stana ako je unaprijed zamoljen za toleranciju. Čovjeku mnogo manje smeta neizbježiva buka (na primjer šum slapova) nego izbježiva buka. Manje nam smeta buka koju proizvodimo sami od buke koju proizvode drugi. Svaka buka intenziteta većeg od 85 do 90 dB može nakon duge izloženosti uzrokovati trajna oštećenja sluha. Buka se smatra onečišćivačem okoliša, pa se propisuju maksimalno dopuštene granice, izražene u decibelima (dB). Postoje vrlo restriktivni hrvatski i europski propisi za buku koju u nastanjenim područjima stvaraju industrijska postrojenja i prometna sredstva. Standardi maksimalno dopuštene buke, koje propisuje Europska unija, posebno su restriktivni prema motorima s unutarnjim izgaranjem za automobile i zrakoplove. Prema izvješću Svjetske zdravstvene organizacije (WHO) smatra se da je razina zvučnog tlaka od 70 decibela poželjna gornja granica buke.   

## Buka u komunikacijskome kanalu
Buka u komunikacijskome kanalu je akustički šum koji nema funkcionalno značenje i koji ometa razumijevanje korisna zvučnog signala. Dok poruka prolazi komunikacijskim (priopćajnim) kanalom, ona nužno nailazi na smetnje, »buku«. Te smetnje mogu biti različite: mehaničke, električne, psihičke, rastresenost, govornikova prehlada, mucanje i tako dalje. Da bi se ta buka neutralizirala te da bi primatelj poruku primio uredno, treba reći više no što je u normalnim uvjetima potrebno. Taj se višak govorenja naziva zalihost (redundancija).

## Vanjske poveznice
- Hrvatski časopis za javno zdravstvo  Arhivirana inačica izvorne stranice od 3. srpnja 2007. (Wayback Machine)
- Članak u FER-u  Arhivirana inačica izvorne stranice od 26. listopada 2010. (Wayback Machine)